# Giro del Veneto 1952
Il Giro del Veneto 1952, venticinquesima edizione della corsa, si svolse il 28 settembre 1952 su un percorso di 249 km. La vittoria fu appannaggio dell'italiano Adolfo Grosso, che completò il percorso in 7h01'20", precedendo i connazionali Danilo Barozzi e Waldemaro Bartolozzi.
I corridori che tagliarono il traguardo di Padova furono almeno 28.

## Ordine d'arrivo (Top 10)
| Pos. | Corridore            | Squadra         | Tempo    |
| ---- | -------------------- | --------------- | -------- |
| 1    | Adolfo Grosso        | Benotto         | 7h01'20" |
| 2    | Danilo Barozzi       | Atala           | s.t.     |
| 3    | Waldemaro Bartolozzi | Atala           | s.t.     |
| 4    | Luciano Pezzi        | Atala           | a 45"    |
| 5    | Angelo Conterno      | Fréjus          | a 1'25"  |
| 6    | Aldo Zuliani         | Bottecchia      | s.t.     |
| 7    | Giacomo Zampieri     | Bottecchia      | s.t.     |
| 8    | Loretto Petrucci     | Bianchi-Pirelli | a 2'05"  |
| 9    | Luciano Maggini      | Atala           | s.t.     |
| 10   | Nedo Logli           | Welter-Ursus    | s.t.     |